# Friday night's alright for fighting
Friday night's alright for fighting es el 122° episodio de la serie de televisión norteamericana Gilmore Girls, en su sexta temporada.

## Resumen del episodio
Lorelai cuenta a Sookie lo de la hija de Luke y la posposición de la boda, a pesar de lo que dijo a su pareja anteriormente decide no suspender aún los planes de boda, por si Luke revee su decisión de posponerla.
Luke intenta tener más contacto con April y la lleva a su restaurante (en donde hacen los deberes de la escuela), mientras, todos los habitantes del pueblo están muy pendientes de Luke y su hija. Lorelai trata de aparentar que no le importa las repercusiones en su compromiso con Luke, después de la entrada de esa niña en su vida. 
En el periódico de Yale, debido a la actitud de Paris, muchos de los reporteros han renunciado, y por primera vez el diario corre el riesgo de no ser publicado en décadas. De esta manera, Rory toma el lugar de la editora para organizar la salida del periódico y consigue que renunciantes regresen para poder publicar el diario, además convoca a becarios suplentes. La llegada de Logan le representa a Rory una gran ayuda al momento de mandar a imprimir los ejemplares, y entonces reinician su relación. 
Richard llama a Lorelai y le pregunta si ha habido algún error cuando le regresaron el cheque para pagar el semestre de Rory en Yale, y ella contesta que Christopher lo ha pagado. El siguiente viernes, Lorelai y Rory asisten para cenar donde Emily y Richard y en la cena se desata una confrontación emocional, en la cual cada uno de los cuatro Gilmore finalmente dice lo que siente, así se reinstalan los encuentros semanales para cenar.

## Error
- Cuando Richard le da su martini a Rory, ésta lo pone en la mesa y en la siguiente escena lo vuelve a poner.

- Datos: Q5869572

Cuando Lorelai está hablando con Richard por teléfono para comunicarle que Christofer va a pagar Yale, hay un malvadisco sobre el plato de Lorelai que luego no está